# Hymendorf
Hymendorf is een dorp en voormalige gemeente in de Duitse deelstaat Nedersaksen. De oude gemeente sloot zich in 1974 aan bij de stad Langen, die in 2015 opging in de gemeente Geestland. Hymendorf is een langgerekte veenkolonie (4 km lang) die ontstond in 1829.